# Муравей (Гомельская область)
Муравей (бел. Муравей) — посёлок в Потаповском сельсовете Буда-Кошелёвского района Гомельской области Белоруссии.
Граничит с лесом.

## География

### Расположение
В 9 км на северо-запад от Буда-Кошелёво, 57 км от Гомеля, 2 км от железнодорожной станции Шарибовка (на линии Жлобин — Гомель).

### Гидрография
На востоке мелиоративные каналы.

## Транспортная сеть
Транспортные связи по просёлочной, затем автомобильной дороге Жлобин — Гомель. Планировка состоит из чуть искривленной улицы, близкой к меридиональной ориентации, которая на севере раздваивается. Застройка двусторонняя, деревянными домами усадебного типа.

## История
По письменным источникам известен XX века. Наиболее активная застройка приходится на 1920-е годы. В 1929 году жители посёлка вступили в колхоз, 10 жителей погибли на фронтах Великой Отечественной войны. В 1959 году в составе хозяйства Буда-Кошелёвского аграрно-технического колледжа (центр — город Буда-Кошелёво).

## Население

### Численность
- 2018 год — 14 жителей.

### Динамика
- 1959 год — 326 жителей (согласно переписи).
- 2004 год — 25 хозяйств, 39 жителей.